# Copa Libertadores de Fútbol Playa 2022
La Copa Libertadores de Fútbol Playa 2022 fue la quinta edición del máximo torneo de clubes de fútbol playa de Sudamérica realizado en la ciudad de Iquique, en Chile. Fue organizado por la Confederación Sudamericana de Fútbol (Conmebol) en colaboración con la Federación de Fútbol de Chile (FFCh). 
A pesar de ser la edición del año 2022, el torneo se jugó entre el 18 y el 25 de junio de 2023.

## Equipos participantes
Doce equipos calificaron para participar; cada campeón nacional de liga de las diez naciones sudamericanas que son miembros de Conmebol, más un club adicional del país anfitrión (Chile) y los campeones defensores (Vasco da Gama).
El sorteo se realizará el 8 de mayo del 2023 en la sede de la Conmebol en Luque, Paraguay.
| País                            | Equipo                       | Vía de clasificación                                                                                                 |
| ------------------------------- | ---------------------------- | --- |
| Argentina 1 cupo                | Acassuso                     | Campeón de la Liga Nacional de Fútbol Playa 2022.                                                                    |
| Bolivia 1 cupo                  | Enabolco                     | Ganador del Campeonato Nacional de Fútbol Playa 2022                                                                 |
| Brasil 1 cupo + Campeón Vigente | Vasco da Gama Sampaio Corrêa | Campeón de la Copa Libertadores de Fútbol Playa 2019 Ganador del Campeonato Brasileño de clubes de Fútbol Playa 2022 |
| Chile 1 cupo + Anfitrión        | Alto Hospicio Unión Morro    | Ganador del Campeonato de Fútbol Playa 2021. Ganador del Campeonato de Fútbol Playa 2022.                            |
| Colombia 1 cupo                 | Utrahuilca                   | Ganador de la Prelibertadores de Fútbol Playa                                                                        |
| Ecuador 1 cupo                  | Playas FC                    | Ganador de los Beach Games FDG 2023                                                                                  |
| Paraguay 1 cupo                 | Presidente Hayes             | Campeón de la Superliga APF de Fútbol Playa 2022.                                                                    |
| Perú 1 cupo                     | Tito Drago                   | Campeón del Torneo de Primera División de Fútbol Playa 2022                                                          |
| Uruguay 1 cupo                  | Malvín                       | Campeón de la Liga Uruguaya Pre-Libertadores 2020.                                                                   |
| Venezuela 1 cupo                | R.A. San Antonio             | Campeón de la Liga FUTVE Playa                                                                                       |

## Fase de grupos
El sorteo de la fase de grupos se llevó a cabo el 8 de mayo de 2023 en la sede la Conmebol en Luque, Paraguay, y quedó de la siguiente manera:

*Todos los horarios corresponden al horario estándar de Chile, UTC-04:00.

### Grupo A
| Equipo           | Pts. | PJ | PG | PG+ | PGP | PP | GF | GC | Dif. |
| ---------------- | ---- | -- | -- | --- | --- | -- | -- | -- | ---- |
| Presidente Hayes | 9    | 3  | 3  | 0   | 0   | 0  | 19 | 6  | 13   |
| Vasco da Gama    | 4    | 3  | 1  | 0   | 1   | 1  | 16 | 10 | 6    |
| Unión Morro      | 2    | 3  | 0  | 1   | 0   | 2  | 11 | 13 | -2   |
| Enabolco         | 0    | 3  | 0  | 0   | 0   | 3  | 5  | 22 | -17  |

| 18 de junio de 2023 | Vasco da Gama                                                                                | 5:5 (t. s.)(5:3 p.)        | Unión Morro                                                             | Arena Cavancha, Iquique |                       |
| 9:00                |                                                                                              | Reporte                    |                                                                         | Árbitro(s): José Romo   | Árbitro(s): José Romo |
|                     |                                                                                              | Tiros desde el punto penal |                                                                         |                         |                       |
|                     | Acierto de penal · Acierto de penal · Acierto de penal · Acierto de penal · Acierto de penal |                            | Acierto de penal · Fallo de penal · Acierto de penal · Acierto de penal |                         |                       |

| 18 de junio de 2023 | Presidente Hayes | 10:1    | Enabolco | Arena Cavancha, Iquique |                         |
| 10:45               |                  | Reporte |          | Árbitro(s): Jorge Gómez | Árbitro(s): Jorge Gómez |

| 19 de junio de 2023 | Enabolco | 0:7     | Vasco da Gama | Arena Cavancha, Iquique    |                            |
| 9:00                |          | Reporte |               | Árbitro(s): Micke Palomino | Árbitro(s): Micke Palomino |

| 19 de junio de 2023 | Presidente Hayes | 4:1     | Unión Morro | Arena Cavancha, Iquique     |                             |
| 10:45               |                  | Reporte |             | Árbitro(s): Alex Valdiviezo | Árbitro(s): Alex Valdiviezo |

| 20 de junio de 2023 | Vasco da Gama | 4:5     | Presidente Hayes | Arena Cavancha, Iquique     |                             |
| 9:00                |               | Reporte |                  | Árbitro(s): Pablo Cadenasso | Árbitro(s): Pablo Cadenasso |

| 20 de junio de 2023 | Unión Morro | 5:4 (t. s.) | Enabolco | Arena Cavancha, Iquique     |                             |
| 10:45               |             | Reporte     |          | Árbitro(s): Javier Marcillo | Árbitro(s): Javier Marcillo |

### Grupo B
| Equipo         | Pts. | PJ | PG | PG+ | PGP | PP | GF | GC | Dif. |
| -------------- | ---- | -- | -- | --- | --- | -- | -- | -- | ---- |
| Sampaio Corrêa | 6    | 3  | 2  | 0   | 0   | 1  | 14 | 4  | 10   |
| Acassuso       | 6    | 3  | 2  | 0   | 0   | 1  | 9  | 6  | 3    |
| Tito Drago     | 6    | 3  | 1  | 0   | 0   | 1  | 14 | 12 | 2    |
| Playas FC      | 0    | 3  | 0  | 0   | 0   | 2  | 8  | 23 | -15  |

| 18 de junio de 2023 | Sampaio Corrêa | 9:2     | Playas FC | Arena Cavancha, Iquique    |                            |
| 12:30               |                | Reporte |           | Árbitro(s): Ricardo Zúñiga | Árbitro(s): Ricardo Zúñiga |

| 18 de junio de 2023 | Acassuso | 3:4     | Tito Drago | Arena Cavancha, Iquique     |                             |
| 14:15               |          | Reporte |            | Árbitro(s): Aecio Fernández | Árbitro(s): Aecio Fernández |

| 19 de junio de 2023 | Tito Drago | 0:4     | Sampaio Corrêa | Arena Cavancha, Iquique  |                          |
| 12:30               |            | Reporte |                | Árbitro(s): José Mendoza | Árbitro(s): José Mendoza |

| 19 de junio de 2023 | Acassuso | 4:1     | Playas FC | Arena Cavancha, Iquique     |                             |
| 14:15               |          | Reporte |           | Árbitro(s): Christian Altez | Árbitro(s): Christian Altez |

| 20 de junio de 2023 | Sampaio Corrêa | 1:2     | Acassuso | Arena Cavancha, Iquique  |                          |
| 12:30               |                | Reporte |          | Árbitro(s): Adanies Pino | Árbitro(s): Adanies Pino |

| 20 de junio de 2023 | Playas FC | 5:10    | Tito Drago | Arena Cavancha, Iquique     |                             |
| 14:15               |           | Reporte |            | Árbitro(s): Aecio Fernández | Árbitro(s): Aecio Fernández |

### Grupo C
| Equipo           | Pts. | PJ | PG | PG+ | PGP | PP | GF | GC | Dif. |
| ---------------- | ---- | -- | -- | --- | --- | -- | -- | -- | ---- |
| Alto Hospicio    | 6    | 3  | 1  | 0   | 0   | 1  | 14 | 12 | 2    |
| Malvín           | 6    | 3  | 2  | 0   | 0   | 1  | 14 | 9  | 5    |
| R.A. San Antonio | 3    | 3  | 1  | 0   | 0   | 1  | 7  | 12 | -5   |
| Utrahuilca       | 3    | 3  | 1  | 0   | 0   | 2  | 10 | 12 | -2   |

| 18 de junio de 2023 | R.A. San Antonio | 3:2     | Utrahuilca | Arena Cavancha, Iquique |                         |
| 16:00               |                  | Reporte |            | Árbitro(s): Brando Amay | Árbitro(s): Brando Amay |

| 18 de junio de 2023 | Alto Hospicio | 5:4     | Malvín | Arena Cavancha, Iquique   |                           |
| 16:00               |               | Reporte |        | Árbitro(s): Lucas Estevão | Árbitro(s): Lucas Estevão |

| 19 de junio de 2023 | R.A. San Antonio | 2:6     | Malvín | Arena Cavancha, Iquique    |                            |
| 16:00               |                  | Reporte |        | Árbitro(s): Carlos Maidana | Árbitro(s): Carlos Maidana |

| 19 de junio de 2023 | Utrahuilca | 6:5     | Alto Hospicio | Arena Cavancha, Iquique     |                             |
| 17:45               |            | Reporte |               | Árbitro(s): Luciano Andrade | Árbitro(s): Luciano Andrade |

| 20 de junio de 2023 | Malvín | 4:2     | Utrahuilca | Arena Cavancha, Iquique    |                            |
| 16:00               |        | Reporte |            | Árbitro(s): Micke Palomino | Árbitro(s): Micke Palomino |

| 20 de junio de 2023 | Alto Hospicio | 4:2     | R.A. San Antonio | Arena Cavancha, Iquique  |                          |
| 17:45               |               | Reporte |                  | Árbitro(s): Ramón Blanco | Árbitro(s): Ramón Blanco |

### Clasificación de los terceros colocados
| Equipo           | Pts. | PJ | PG | PG+ | PGP | PP | GF | GC | Dif. |
| ---------------- | ---- | -- | -- | --- | --- | -- | -- | -- | ---- |
| Tito Drago       | 6    | 3  | 1  | 0   | 0   | 1  | 14 | 12 | 2    |
| R.A. San Antonio | 3    | 3  | 1  | 0   | 0   | 1  | 7  | 12 | -5   |
| Unión Morro      | 2    | 3  | 0  | 1   | 0   | 2  | 11 | 13 | -2   |

## Rondas de colocación

### Disputa del undécimo lugar
| 23 de junio de 2023 | Playas FC | 8:2 | Enabolco | Arena Cavancha, Iquique  |                          |
| 12:00               |           |     |          | Árbitro(s): Ramón Blanco | Árbitro(s): Ramón Blanco |

### Disputa del noveno lugar
| 23 de junio de 2023 | Unión Morro                                                                              | 1:1 (t. s.)(3:2 p.)        | Utrahuilca                                                                             | Arena Cavancha, Iquique     |                             |
| 13:45               |                                                                                          |                            |                                                                                        | Árbitro(s): Pablo Cadenasso | Árbitro(s): Pablo Cadenasso |
|                     |                                                                                          | Tiros desde el punto penal |                                                                                        |                             |                             |
|                     | Acierto de penal · Acierto de penal · Fallo de penal · Acierto de penal · Fallo de penal |                            | Acierto de penal · Fallo de penal · Acierto de penal · Fallo de penal · Fallo de penal |                             |                             |

#### Cuadro 5° al 8° puesto
|  | 5° al 8° puesto | 5° al 8° puesto  | 5° al 8° puesto |               |                  | 5° puesto        | 5° puesto  | 5° puesto |  |
|  |                 |                  |                 |               |                  |                  |            |           |  |
|  |                 |                  |                 |               |                  |                  |            |           |  |
|  | 1               | R.A. San Antonio | 3               |               |                  |                  |            |           |  |
|  | 1               | R.A. San Antonio | 3               |               |                  |                  |            |           |  |
|  | 4               | Malvín           | 2               |               |                  |                  |            |           |  |
|  | 4               | Malvín           | 2               |               | R.A. San Antonio | R.A. San Antonio | 1          |           |  |
|  |                 |                  |                 |               | R.A. San Antonio | R.A. San Antonio | 1          |           |  |
|  |                 |                  | Vasco da Gama   | Vasco da Gama | 5                |                  |            |           |  |
|  | 3               | Tito Drago       | Vasco da Gama   | Vasco da Gama | 5                | 6                |            |           |  |
|  | 3               | Tito Drago       |                 |               |                  | 6                |            |           |  |
|  | 2               | Vasco da Gama    | 9               |               |                  | 7° puesto        | 7° puesto  | 7° puesto |  |
|  | 2               | Vasco da Gama    | 9               |               |                  | 7° puesto        | 7° puesto  | 7° puesto |  |
|  |                 |                  |                 |               |                  |                  |            |           |  |
|  |                 |                  |                 |               |                  | Malvín           | Malvín     | 2         |  |
|  |                 |                  |                 |               |                  | Malvín           | Malvín     | 2         |  |
|  |                 |                  |                 |               |                  | Tito Drago       | Tito Drago | 3         |  |
|  |                 |                  |                 |               |                  | Tito Drago       | Tito Drago | 3         |  |
|  |                 |                  |                 |               |                  |                  |            |           |  |

### Semifinales del quinto al octavo lugar
| 23 de junio de 2023 | R.A. San Antonio | 3:2 | Malvín | Arena Cavancha, Iquique  |                          |
| 16:15               |                  |     |        | Árbitro(s): Adanies Pino | Árbitro(s): Adanies Pino |

| 23 de junio de 2023 | Tito Drago | 6:9 (t. s.) | Vasco da Gama | Arena Cavancha, Iquique     |                             |
| 18:00               |            |             |               | Árbitro(s): Javier Marcillo | Árbitro(s): Javier Marcillo |

### Disputa del séptimo lugar
| 24 de junio de 2023 | Malvín | 2:3 (t. s.) | Tito Drago | Arena Cavancha, Iquique    |                            |
| 13:45               |        |             |            | Árbitro(s): Carlos Maidana | Árbitro(s): Carlos Maidana |

### Disputa del quinto lugar
| 24 de junio de 2023 | R.A. San Antonio | 1:5 | Vasco da Gama | Arena Cavancha, Iquique |                         |
| 12:00               |                  |     |               | Árbitro(s): Brando Amay | Árbitro(s): Brando Amay |

## Fase final

### Cuadro de desarrollo
|  | Cuartos de final | Cuartos de final |                |                  | Semifinales | Semifinales |          |                  | Final         | Final |  |
|  |                  |                  |                |                  |             |             |          |                  |               |       |  |
|  |                  |                  |                |                  |             |             |          |                  |               |       |  |
|  | Presidente Hayes | 5                |                |                  |             |             |          |                  |               |       |  |
|  | Presidente Hayes | 5                |                |                  |             |             |          |                  |               |       |  |
|  | R.A. San Antonio | 3                |                |                  |             |             |          |                  |               |       |  |
|  | R.A. San Antonio | 3                |                | Presidente Hayes | 5           |             |          |                  |               |       |  |
|  |                  |                  |                | Presidente Hayes | 5           |             |          |                  |               |       |  |
|  |                  |                  | Acassuso       | 1                |             |             |          |                  |               |       |  |
|  | Acassuso         | 2                | Acassuso       | 1                |             |             |          |                  |               |       |  |
|  | Acassuso         | 2                |                |                  |             |             |          |                  |               |       |  |
|  | Malvín           | 0                |                |                  |             |             |          |                  |               |       |  |
|  | Malvín           | 0                |                |                  |             |             |          | Presidente Hayes | 6             |       |  |
|  |                  |                  |                |                  |             |             |          | Presidente Hayes | 6             |       |  |
|  |                  |                  | Sampaio Corrêa | 5                |             |             |          |                  |               |       |  |
|  | Sampaio Corrêa   | 6                | Sampaio Corrêa | 5                |             |             |          |                  |               |       |  |
|  | Sampaio Corrêa   | 6                |                |                  |             |             |          |                  |               |       |  |
|  | Tito Drago       | 2                |                |                  |             |             |          |                  |               |       |  |
|  | Tito Drago       | 2                |                | Sampaio Corrêa   | 9           |             |          | Tercer lugar     | Tercer lugar  |       |  |
|  |                  |                  |                | Sampaio Corrêa   | 9           |             |          | Tercer lugar     | Tercer lugar  |       |  |
|  |                  |                  | Alto Hospicio  | 4                |             |             |          |                  |               |       |  |
|  | Alto Hospicio    | 2                | Alto Hospicio  | 4                |             |             | Acassuso | 4                |               |       |  |
|  | Alto Hospicio    | 2                |                |                  |             |             | Acassuso | 4                |               |       |  |
|  | Vasco da Gama    | 1                |                |                  |             |             |          |                  | Alto Hospicio | 3     |  |
|  | Vasco da Gama    | 1                |                |                  |             |             |          |                  | Alto Hospicio | 3     |  |
|  |                  |                  |                |                  |             |             |          |                  |               |       |  |

### Cuartos de final
| 22 de junio de 2023 | Presidente Hayes                                                                     | 5:3     | R.A. San Antonio                                          | Arena Cavancha, Iquique    |                            |
| 12:00               | Enzo Cáceres 7' · Milciades Medina 14', 22' · Carlos Benítez 15' · Sixto Cantero 31' | Reporte | 10' Kleudes García · 13' José Semprun · 16' Wuinder Muñoz | Árbitro(s): Micke Palomino | Árbitro(s): Micke Palomino |

| 22 de junio de 2023 | Sampaio Corrêa                                                | 6:2     | Tito Drago                              | Arena Cavancha, Iquique |                       |
| 13:45               | Beiju 19' · Marciel 26' · Sikinha 28', 31' · Willian 30', 32' | Reporte | 20' Gabriel Vergara · 23' Oscar Alarcón | Árbitro(s): José Romo   | Árbitro(s): José Romo |

| 22 de junio de 2023 | Acassuso                             | 2:0     | Malvín | Arena Cavancha, Iquique   |                           |
| 16:15               | Manuel Bordón 1' · Carlos Rivera 33' | Reporte |        | Árbitro(s): Lucas Estevão | Árbitro(s): Lucas Estevão |

| 22 de junio de 2023 | Alto Hospicio                         | 2:1     | Vasco da Gama | Arena Cavancha, Iquique     |                             |
| 18:00               | Sebastián Vega 19' · Daniel Durán 21' | Reporte | Fabio 11'     | Árbitro(s): Aecio Fernández | Árbitro(s): Aecio Fernández |

### Semifinales
| 24 de junio de 2023 | Presidente Hayes                                                  | 5:1     | Acassuso         | Arena Cavancha, Iquique     |                             |
| 16:15               | Thiago Barrios 7' · Carlos Benítez 10', 22', 34' · Luis Ojeda 17' | Reporte | Lucas Medero 18' | Árbitro(s): Álex Valdiviezo | Árbitro(s): Álex Valdiviezo |

| 24 de junio de 2023 | Sampaio Corrêa                                                          | 9:4     | Alto Hospicio                                         | Arena Cavancha, Iquique    |                            |
| 18:00               | L. Quinta 3', 18' · Marciel 5' · Doda 7' · Sikinha 8', 9' · Definho 23' | Reporte | Alberto Echeverría 19', 33' · Sebastián Vega 20', 25' | Árbitro(s): Micke Palomino | Árbitro(s): Micke Palomino |

### Tercer puesto
| 25 de junio de 2023 | Acassuso                                                     | 4:3     | Alto Hospicio                                              | Arena Cavancha, Iquique     |                             |
| 17:00               | Federico López 9', 34' · Juan Sicilia 12' · Lucas Medero 27' | Reporte | Diego Santelices 22' · Daniel Duran 26' · Héctor Tobar 35' | Árbitro(s): Luciano Andrade | Árbitro(s): Luciano Andrade |

### Final
| 25 de junio de 2023 | Presidente Hayes                                                             | 6:5 (t. s.) | Sampaio Corrêa                                        | Arena Cavancha, Iquique     |                             |
| 19:00               | Néstor Medina 11', 13' · Milciades Medina 22', 38' · Carlos Benítez 23', 34' | Reporte     | Sikinha 4', 10', 31', 35' · Carlos Benítez 34' (a.g.) | Árbitro(s): Aecio Fernández | Árbitro(s): Aecio Fernández |